# Alfaroa guatemalensis
Alfaroa guatemalensis är en valnötsväxtart som först beskrevs av Paul Carpenter Standley, och fick sitt nu gällande namn av Louis Otho Otto Williams och A.Molina. Alfaroa guatemalensis ingår i släktet Alfaroa och familjen valnötsväxter. Inga underarter finns listade i Catalogue of Life.